# Raumpolygon
Ein Raumpolygon (auch Raumpolygonzug) ist ein geodätischer Polygonzug, der die Lage- und Höhenbestimmung dreidimensional löst.

## Beschreibung
Beim klassischen Polygonzug der Ingenieur- und Katastervermessung wird die Lage (Koordinaten x, y) auf einer Ebene bearbeitet, während die Höhenmessung in einem davon getrennten Arbeitsgang ausgewertet wird. Dies ist zwar wesentlich einfacher durchführbar, hat aber bei Sondervermessungen kleine Nachteile.

## Berechnung
Die Berechnung von gemessenen Horizontalwinkeln, Strecken und Zenitdistanzen (siehe Theodolit und EDM) in einem räumlichen Modell erfordert allerdings die Kenntnis der Lotabweichung, da die Theodolitachse immer genau in die Vertikale eingerichtet wird, sich die Koordinaten x,y aber auf ein mathematisches (nicht reales) Erdellipsoid beziehen müssen. Dadurch steigt der Aufwand bei 3D-Modellbildungen erheblich, doch auch die erreichbare Genauigkeit ist höher, und die berechneten Höhendifferenzen der Messpunkte entsprechen modernen theoretischen Ansprüchen.

## Ramsayer
Als Erster hat Karl Ramsayer diesen Zugang in die Geodäsie eingeführt (TU Stuttgart, um 1970). Durch die Methoden der Satellitengeodäsie sind um 1990 auch andere 3D-Methoden möglich geworden, die sich nicht auf die Lotrichtung beziehen. Allerdings kann zwischen zwei Punkten gleicher Höhe Wasser fließen, wenn es GPS-Höhen sind.